# Big Bank Hank
Big Bank Hank (født som Henry Jackson den 11. januar 1956, Bronx i New York, død 11. november 2014, Englewood, New Jersey) var en amerikansk rapper, der var kendt for at have været medlem af rapgruppen The Sugarhill Gang, hvis første hip hop udgivelse var et hit med cross-over singlen "Rapper's Delight" i 1979.